# William Woo
William Boss Woo (São Paulo, 27 de novembro de 1968) é empresário, político, psicanalista e coach brasileiro filiado ao Podemos (PODE).
Filho de imigrantes asiáticos naturalizados brasileiros, sendo o pai de origem chinesa-taiwanesa e a mãe japonesa, William Woo é também irmão da publisher Joana Woo e é casado com uma sul-coreana naturalizada brasileira e pai de uma filha.
Foi eleito deputado federal em 2006 e em 2014, como suplente assumiu o mandato em 2015 na legislatura 2015-2019.

## Biografia, educação e vida profissional
William Woo é policial civil desde 1991, formou-se em Engenharia Mecânica pela Universidade Paulista em 1994 e tornou-se bacharel em Direito pela Faculdade de Direito de Guarulhos em 1997. Também foi membro do Rotary International, instrutor da Confederação Brasileira de Tiro, Comissário de Menores da Vara da Infância e Juventude, diretor da Federação das APAEs do estado de São Paulo, conselheiro da Câmara de Comércio e Indústria Brasil-Coreia e vice-presidente da Comissão de Segurança Pública e Combate ao Crime Organizado, Comissão de Ciência e Tecnologia, Minas e Energia, relações Exteriores e Defesa Nacional. Atuou fortemente pela segurança publica e no fortalecimento da carreira do policial tendo aprovado a Lei RIC Registro Único de Identificação unificando o RG Registro Geral no país.
Uma parceria com a AES Eletropaulo permitiu a distribuição de 270 mil lâmpadas econômicas frias a policiais civis e militares. Participou da Campanha de Desarmamento Infantil, em que arrecadou 120 mil armas de brinquedo na cidade de São Paulo.
Master Coach pelo Instituto Brasileiro de Coaching com Pós Graduação Psicologia Positiva pela PUCRS, MBA em Psicologia Positiva e Inteligência Emocional UNIP SP, Pós Graduação em Psicologia Positiva e Coaching pelo IBC, Psicanálise pelo  Instituto Psicanalise Clinica Campinas , e diverso cursos aprimoramento em logoterapia, meditação, concentração plena, etc. Em 2023 está se formando em Licenciatura e Bacharel em Psicologia.

## Carreira política
- 1998–2000 - Deputado estadual suplente de São Paulo
- 2001–2004 - Vereador de São Paulo[4]
- 2004–2008 - Vereador de São Paulo (reeleito)[4]
- 2007–2011 - Deputado federal por São Paulo[4]
- 2015–2019 Legislatura - Deputado Federal ( assumiu como suplente o cargo em 2015) por São Paulo

## Principais projetos de lei

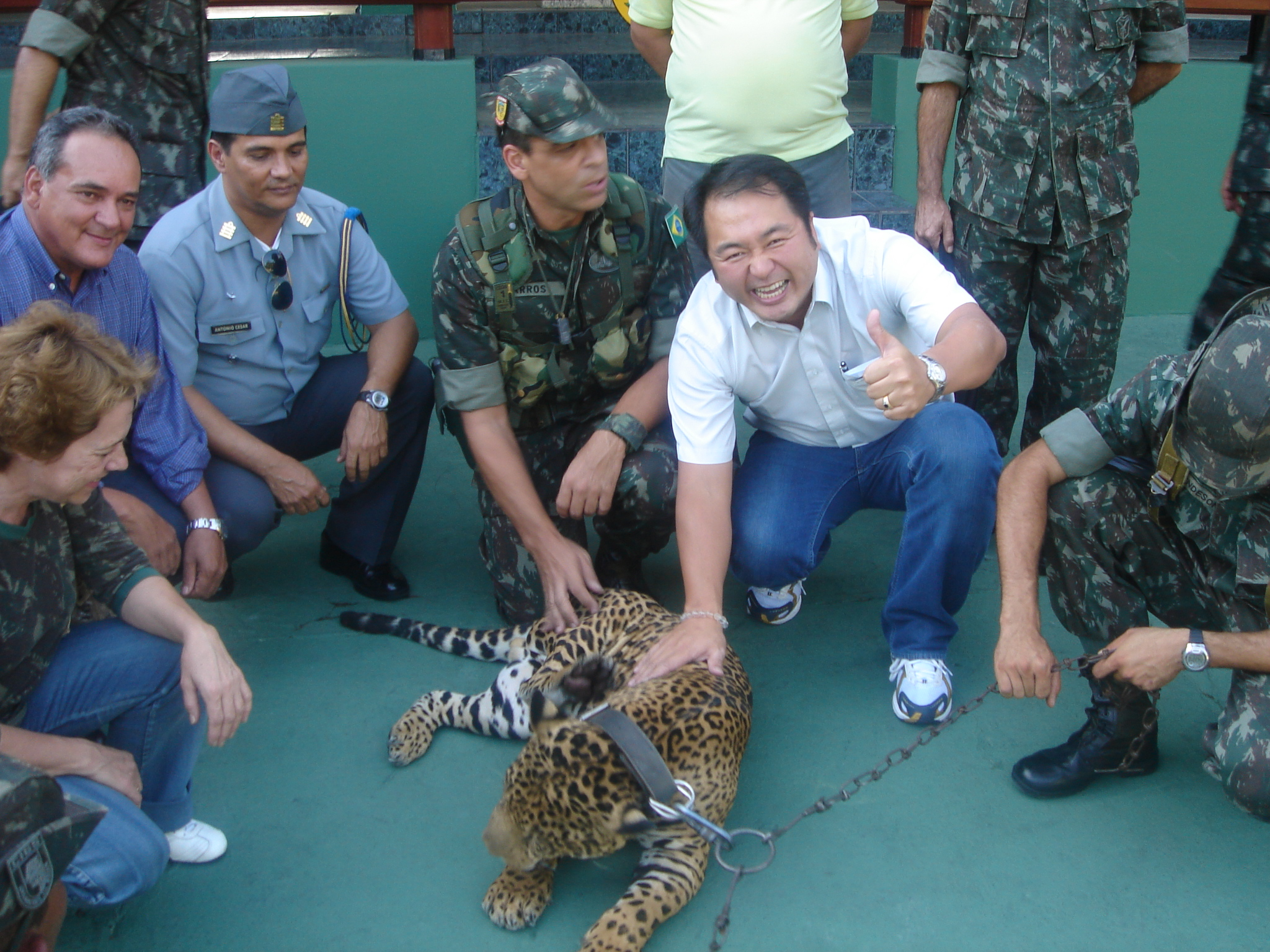
Deputado William Woo

São de sua autoria projetos que deram origem à Lei de Anistia, que regulariza a situação dos estrangeiros ilegais no Brasil, e também à Lei do Registro Único de Identificação Civil (RIC) e a renovação do PADIS Programa de Apoio ao Desenvolvimento Tecnológico da Indústria de Semicondutores e Displays.
Também esteve envolvido na elaboração das seguintes leis:
- Lei do Disque-Denúncia
- Lei do reuso da água
- Lei do desfibrilador portátil automático obrigatório em locais com mais de 1500 pessoas por dia.
- Lei dos dependentes químicos
- Lei das lan houses
- Lei dos valets
- Lei que oficializa o Dia do Luto da Família Policial